# Projekt 1855
Das Projekt 1855 (Projektname russisch Приз, Transkription Pris, dt. „Preis“ oder „Prise“) ist eine U-Boot-Klasse aus sowjetischer Produktion. Die Rettungs-U-Boote stehen heute in der russischen Marine in Dienst und sollen Besatzungen aus gesunkenen U-Booten bergen.

## Beschreibung und Einsatzmöglichkeiten
Zwischen 1986 und 1991 wurden vier Pris gebaut. Sie sind 13,5 Meter lang und 5,7 Meter hoch. Die Wasserverdrängung beträgt 55 m³, getaucht 110 m³. Die Boote haben eine maximale Tauchtiefe von 1.000 m. Sie haben einen Titanrumpf. In der russischen Marine gelten sie als leistungsfähig und sicher. Mit Elektroantrieb wird unter Wasser eine Maximalgeschwindigkeit von etwa 3,7 Knoten (6,9 km/h) erreicht. Die Mini-U-Boote können bis Windstärke 6 ausgebracht werden. Nach russischen Angaben ist Luftvorrat für bis zu 120 Stunden an Bord. Es existiert ein dem Pris ähnlicher militärischer Bootstyp mit Namen Bester (Projekt 18270).
Mit vier Mann Besatzung kann das Boot bis zu 20 Menschen pro Tauchgang retten. Bei einem Rettungsmanöver dockt es dazu an den Rettungsluken des verunglückten U-Bootes an. 
Dieser U-Boot-Typ war auch an der gescheiterten Rettungsmission des Atom-U-Bootes Kursk im Jahr 2000 beteiligt. Dabei zeigten sich auch die Grenzen dieses Systems, da die Rettungs-U-Boote nicht an das schräg liegende Wrack andocken konnten und durch die Wetterbedingungen eingeschränkt wurden.

## Der Unfall vor der Kamtschatka-Halbinsel
Weltweite Bekanntheit erlangte dieser U-Boot-Typ im Jahr 2005 durch das Unglück des Bootes AS-28 vom Typ Pris der Pazifikflotte mit sieben Besatzungsmitgliedern an Bord in der Beresowaja-Bucht, etwa 70 km südöstlich von Petropawlowsk-Kamtschatski entfernt vor Kamtschatka. 
Je nach Quelle (und Zeitzone) verfing sich das Boot zwischen dem 3. und 5. August 2005 in Kabeln eines Unterwasserabhörsystems und einem alten Fischernetz in rund 190 m Tiefe. 
Anders als beim Kursk-Unglück forderte die russische Marine dieses Mal sofort internationale Hilfe an. Großbritannien und die USA brachten mit Transportflugzeugen unbemannte Tauchroboter, Japan vier Militärschiffe, darunter ein Spezialschiff für derartige Einsätze, auf den Weg zur Unglücksstelle, um die Rettungsaktion der russischen Marine zu unterstützen. Die Besatzung wurde angewiesen, Atemluft zu sparen.
Am frühen Morgen des 7. August gelang es dem als erstes eingetroffenen Scorpio-Tauchroboter des britischen Royal Navy Submarine Rescue Service, die Stahlseile zu durchtrennen, mit denen das Boot am Meeresgrund festgehalten wurde. Die gesamte Besatzung konnte das Boot nach dem Auftauchen um 5:26 Uhr (MEZ) selbständig verlassen. Sie wurde geschwächt und mit Unterkühlungen, ansonsten jedoch unversehrt nach rund 76 Stunden auf dem Meeresboden in ein Militärkrankenhaus gebracht. 
Die japanischen Schiffe drehten wieder ab.
Das Boot AS-28 wurde 1989 in Gorki auf der Werft Krasnoje Sormowo gebaut. Einige Quellen (z. B. Handelsblatt, ZDF) berichteten über einen Kommentar dieser Werft zu einer anstehenden Überholung, die für November 2005 auf der Bauwerft geplant war. Andere Quellen (Spiegel) sprechen von einer kurz vor dem Unglück durchgeführten Generalüberholung.